# Хенк Азарија
Хенри Алберт Азарија (енгл. Henry Albert Azaria; Њујорк, 25. април 1964) је амерички глумац. Познат је по томе што је дао свој глас за више од 160 ликова из серије Симпсонови.